# Circa
Circa (с лат. — «вокруг, около»), c., ca или ca. (также circ. или cca.) — означает «приблизительно» на нескольких европейских языках, включая английский, как правило, со ссылкой на дату.
Circa широко используются в генеалогических и исторических записях, когда даты событий неизвестны.
При использовании в ряде дат Circa применяется перед каждой примерной датой, а даты без Circa, непосредственно предшествующей им, как предполагается, будет известно с определённостью.
Например:
- 1732—1799 или 1732-99: оба года точно известны.
- c. 1732—1799: год окончания известен точно, год начала — приблизительный.
- 1732 — c. 1799: год начала известен точно, год окончания — приблизительный.
- c. 1732  — c. 1799: оба приблизительны.